# Liste der französischen Botschafter in Marokko
Liste der französischen Botschafter in Marokko.

## Liste
| Ernannt/akkreditiert | Name                                     | Anmerkungen | Botschaftsposten verlassen |
| -------------------- | ---------------------------------------- | --- | -------------------------- |
| 1956                 | André-Louis Dubois                       | Der letzte Commissaire général im Protektorat Französisch-Marokko wurde 1956 zum ersten Botschafter ernannt.Le Malentendu Algérien | 1956                       |
| 1956                 | Roger Lalouette                          | Geschäftsträger | 1957                       |
| 1957                 | Alexandre Parodi                         | | 1960                       |
| 1960                 | Roger Seydoux                            | | 1962                       |
| 1962                 | Pierre de Leusse                         | | 1965                       |
| 1965                 | Roger Gillet                             | | 1970                       |
| 1970                 | Claude Lebel                             | | 1973                       |
| 1973                 | Jean-Bernard Raimond                     | | 1978                       |
| 1978                 | Jean Herly                               | | 1980                       |
| 1980                 | Jacques Morizet                          | | 1983                       |
| 1983                 | Roger Vaurs                              | | 1985                       |
| 1985                 | Philippe Cuvelier                        | | 1987                       |
| 1987                 | Jean-Bernard Mérimée                     | | 1991                       |
| 1991                 | Michel Lévêque                           | | 1993                       |
| 1993                 | Henri Benoît de Coignac                  | | 1995                       |
| 1995                 | Michel de Bonnecorse Benault de Lubières | | 2002                       |
| 2002                 | Frédéric Grasset                         | | 2004                       |
| 2004                 | Philippe Faure                           | | 2006                       |
| 2006                 | Jean-François Thibault                   | | 2009                       |
| 2009                 | Bruno Joubert                            | | 2009                       |
| 2012                 | Charles Fries                            | |                            |